# Atarba angustipennis
Atarba angustipennis är en tvåvingeart som beskrevs av Alexander 1928. Atarba angustipennis ingår i släktet Atarba och familjen småharkrankar. Inga underarter finns listade i Catalogue of Life.